# Listă de conducători de stat din 702
698 - 699 - 700 - 701 - 702 - 703 - 704 - 705 - 706
Aceasta este o listă a conducătorilor de stat din anul 702:

## Europa
- Anglia, statul anglo-saxon Northumbria: Aldfrith (rege, 685-704)
- Anglia, statul anglo-saxon East Anglia: Aldwulf (rege, 664-713?)
- Anglia, statul anglo-saxon Essex: Offa (rege, cca. 700-708/709)
- Anglia, statul anglo-saxon Kent: Wihtred (rege, 694-725)
- Anglia, statul anglo-saxon Mercia: Ethelred (rege, 675-704)
- Anglia, statul anglo-saxon Sussex: Nunna (Nothelm) și Watt (regi, după 692-725)
- Anglia, statul anglo-saxon Wessex: Ine (rege, 688-726)
- Bavaria: Theodo I (duce din dinastia Agilolfingilor, c. 680-716) și Theodebert (duce din dinastia Agilolfingilor, c. 702-719)
- Benevento: Gisulf I (duce, 680-706)
- Bizanț: Tiberiu al III-lea (împărat, 698-705)
- Bulgaria: Tervel (han, 700-721)
- Francii din Neustria și Burgundia: Childebert al III-lea (rege din dinastia Merovingiană, 694/695-711)
- Friuli: Ado (duce, 694-705)
- Gruzia, statul Khartlia (Iberia): Guaram al III-lea (suveran, 693-cca. 748)
- Longobarzii: Liutpert (Liutbert) (rege din dinastia bavareză a Agilolfingilor, 700-701, 701-702) și Aripert al II-lea (rege din dinastia bavareză a Agilolfingilor, 702-712)
- Neapole: Theodosie (duce bizantin, 695/696-705/706)
- Ravenna: Ioan al II-lea Platinus (exarh, 687-702) și Teofilact (exarh, 702-710)
- Scoția, statul picților: Brude al IV-lea (rege, 697-705)
- Scoția, statul celt Dalriada: Eogan (Ewen) (rege, 698-711/714) și Selbach (rege, 700-723)
- Spoleto: Thrasimund I (duce, 665-703; totodată, conte de Capua)
- Statul papal: Ioan al VI-lea (papă, 701-705)
- Veneția: Paulicius (patriciu, 697-717)
- Vizigoții: Egica (rege, 687-cca. 702) și Witiza (Vitizia) (rege, 702-710)

## Asia

### Orientul Apropiat
- Bizanț: Tiberiu al III-lea (împărat, 698-705)
- Califatul omeiad: Abd al-Malik ibn Maruan (calif din dinastia Maruanizilor, 685-705)

### Orientul Îndepărtat
- Cambodgia, statul Tjampa: Vikrantavarman al II-lea (rege din a patra dinastie, 686?-731?)
- Cambodgia, statul Chenla: Jayadevi (regină, cca. 681-cca. 713)
- China: Wu Zhao (împărăteasă din dinastia Tang, 684-704) și Gaozong (uzurpator, 684-704)
- Coreea, statul Silla: Hyoso (Yihong) (rege din dinastia Kim, 692-702) și Songdok (Hunggwang) (rege din dinastia Kim, 702-737)
- India, statul Chalukya: Vijayaditya (rege, 696-733/734)
- India, statul Chalukya răsăriteană: Jayasimha al II-lea (rege, 696-709)
- India, statul Pallava: Narasimhavarman al II-lea (rege din a doua dinastie, 680-720)
- Kashmir: Lalitaditya I (Muktapida) (rege, 695-732)
- Japonia: Monmu (împărat, 697-707)
- Nepal: Bhimarjanadeva (rege din dinastia Thakuri, 672-711)
- Sri Lanka: Manavamma (rege din dinastia Silakala, 684-703)
- Tibet: 'Dus-srong gNam-t'ul (chos-rgyal, 676/679-704)